# Euproctis lipara
Euproctis lipara är en fjärilsart som beskrevs av Collenette 1930. Euproctis lipara ingår i släktet Euproctis och familjen tofsspinnare. Inga underarter finns listade i Catalogue of Life.